# Mexikos herrlandslag i landhockey
Mexikos herrlandslag i landhockey representerar Mexiko i landhockey på herrsidan. Laget slutade på 16:e plats vid 1968. och 1972 års olympiska turneringar.
Laget tog även silver vid panamerikanska spelen 1967 samt brons panamerikanska spelen 1975 och panamerikanska spelen 1979.

### Fotnoter
1. ↑  ”Men Field Hockey Olympic Games 1968 Mexico City (MEX) - 13-26.10 Winner Pakistan” (på engelska). Sport Statistics. 21 mars 1968. Arkiverad från originalet den 6 mars 2016. https://web.archive.org/web/20160306035849/http://www.todor66.com/hockey/field/Olympic/Men_1968.html. Läst 26 juli 2015.
2. ↑  ”Men Field Hockey Olympic Games 1972 Munchen (FRG) - 27.08-10.09 Winner West Germany” (på engelska). Sport Statistics. 21 mars 1972. Arkiverad från originalet den 6 mars 2016. https://web.archive.org/web/20160306200012/http://www.todor66.com/hockey/field/Olympic/Men_1972.html. Läst 26 juli 2015.
3. ↑  ”Pan American Games - Final Standings” (på engelska). Panamhockey. Arkiverad från originalet den 2 december 2018. https://web.archive.org/web/20181202101847/http://www.panamhockey.org/en/panamgames. Läst 26 juli 2015.